# Vittel (plaats)
Vittel is een gemeente in het Franse departement Vosges (regio Grand Est). De plaats maakt deel uit van het arrondissement Neufchâteau. Op 1 januari 2022 had Vittel 4.766 inwoners.
In Vittel borrelt de bron van het watermerk Vittel. In februari 2022 kondigde Nestlé aan dat het mineraalwatermerk Vittel van de Duitse en Oostenrijkse markt verdwijnt, mogelijk vanwege kritiek dat het bedrijf de waterbronnen van het dorpje dreigt leeg te zuigen.

## Geografie
De oppervlakte van Vittel bedraagt 24,1 km², de bevolkingsdichtheid is 240,0 inwoners per km².

## Verkeer en vervoer
In de gemeente ligt spoorwegstation Vittel.
De onderstaande kaart toont de ligging van Vittel (plaats) met de belangrijkste infrastructuur en aangrenzende gemeenten.

## Sport
Vittel was vier keer etappeplaats in de wielerwedstrijd Tour de France. Vittel was in 1968, 1990, 2009 en 2017 zowel aankomst- als startplaats van een etappe. In 1990 won Nederlander Jelle Nijdam er. De laatste winnaar in 2017 was Fransman Arnaud Démare.

## Demografie
Onderstaande figuur toont het verloop van het inwonertal (bron: INSEE-tellingen).

## Geboren in Vittel
- Darry Cowl (1925-2006), acteur en musicus